# Archer County
Das Archer County ist ein County im Bundesstaat Texas der Vereinigten Staaten. Das U.S. Census Bureau hat bei der Volkszählung 2020 eine Einwohnerzahl von 8.560 ermittelt. Der Sitz der County-Verwaltung (County Seat) befindet sich in Archer City.

## Geographie
Das County liegt in Nord-Texas (jedoch nicht Panhandle-Texas), etwa 50 km von der Grenze zu Oklahoma entfernt. Es hat eine Fläche von 2.398 Quadratkilometern, von denen 42 Quadratkilometer Wasserfläche sind. Es grenzt an folgende Countys: Wichita (Norden), Clay (Osten), Jack (Südosten), Young (Süden), Throckmorton (Südwesten), Baylor (Westen) und Wilbarger (Nordwesten). Das Zentrum des County liegt bei 35° 30′ N, 98° 30′ W.

## Geschichte
Archer County wurde am 22. Januar 1858 aus Teilen des Clay County gebildet und die Verwaltungsorganisation am 27. Juli 1880 beendet. Benannt wurde es nach Branch Turner Archer (1790–1856), der Speaker und Kriegsminister in der Republik Texas war. Vor der Ankunft weißer Siedler lebten hier Apachen, Wichitas, Tawakonis, Kichais, Caddoes, Comanchen und später Kiowas.
Ein Bauwerk ist im National Register of Historic Places (NRHP) eingetragen (Stand 19. September 2018), das Archer County Courthouse and Jail.

## Demografische Daten
Nach der Volkszählung im Jahr 2000 lebten im Archer County 8.854 Menschen in 3.345 Haushalten und 2.515 Familien. Die Bevölkerungsdichte betrug 4 Einwohner pro Quadratkilometer. Ethnisch betrachtet setzte sich die Bevölkerung zusammen aus 95,54 Prozent Weißen, 0,08 Prozent Afroamerikanern, 0,62 Prozent amerikanischen Ureinwohnern, 0,12 Prozent Asiaten, 0,03 Prozent Bewohnern aus dem pazifischen Inselraum und 2,28 Prozent aus anderen ethnischen Gruppen; 1,32 Prozent stammten von zwei oder mehr Ethnien ab. 4,87 Prozent der Einwohner waren spanischer oder lateinamerikanischer Abstammung.
Von den 3.345 Haushalten hatten 37,2 Prozent Kinder oder Jugendliche, die mit ihnen zusammen lebten. 65,0 Prozent waren verheiratete, zusammenlebende Paare 7,2 Prozent waren allein erziehende Mütter und 24,8 Prozent waren keine Familien. 21,9 Prozent waren Singlehaushalte und in 10,2 Prozent lebten Menschen im Alter von 65 Jahren oder darüber. Die durchschnittliche Haushaltsgröße betrug 2,63 und die durchschnittliche Familiengröße betrug 3,08 Personen.
28,2 Prozent der Bevölkerung war unter 18 Jahre alt, 7,0 Prozent zwischen 18 und 24, 27,4 Prozent zwischen 25 und 44, 23,5 Prozent zwischen 45 und 64 und 13,9 Prozent waren 65 Jahre alt oder älter. Das Medianalter betrug 38 Jahre. Auf 100 weibliche Personen kamen 100,2 männliche Personen und auf 100 Frauen im Alter von 18 Jahren oder darüber kamen 96,2 Männer.
Das jährliche Durchschnittseinkommen eines Haushalts betrug 38.514 USD, das Durchschnittseinkommen einer Familie betrug 45.984 USD. Männer hatten ein Durchschnittseinkommen von 31.386 USD, Frauen 22.119 USD. Das Prokopfeinkommen betrug 19.300. 9,0 Prozent der Einwohner 6,8 Prozent der Familien lebten unterhalb der Armutsgrenze.

## Orte im County
| - Antelope - Archer City | - Dundee - Holliday | - Lakeside City - Megargel | - Scotland - Windthorst |